# دوزنده‌های دوسیخچه‌ای
دوزنده‌های دوسیخچه‌ای (نام علمی: Gynacantha) نام یک سرده از تیره دوزندگان است.